# Каплан Марко Якович
Марко Якович Капла́н (нар. 15 травня 1905, Красне, Чернігівська губернія — пом. 10 жовтня 1990, Харків) — український живописець юдейського походження; член Харківської організації Спілки радянських художників України з 1939 року.

## Біографія
Народився 15 травня 1905 року в селі Красному (нині Ніжинський район Чернігівської області, Україна). У 1930 закінчив Київський художній інститут, де вчився зокрема у Федора Кричевського, Віктора Пальмова, Михайла Берштейна.
У Червоній армії з 17 липня 1941 року. Брав участь у німецько-радянській війні. Нагороджений орденом Вітчизняної війни ІІ ступеня (6 листопада 1985), медаллю «За бойові заслуги» (20 квітня 1945).
Жив у Харкові, в будинку на вулиці Культури, № 20, квартира № 9. Помер у Харкові 10 жовтня 1990 року.

## Творчість
Працював в галузі станкового живопису. У реалістичному стилі створював портрети, пейзажі, жанрові полотна. Серед робіт:
- «Праця» (1930);
- «Дніпрельстан» (1935);
- «Дівчина біля вікна» (1936, полотно, олія);
- «Шахи» (1937);
- «Іти в бій комуністом» (1944);
- «Зустріч бойових друзів у Берліні» (1947, полотно, олія);
- «Штурм рейхстагу» (1951, полотно, олія);
- «Молоді будівники» (1960, полотно, олія);
- «Щасти вам» (1967);
- «Травень сорок п'ятого» (1970—1971).

Брав участь у республіканських виставках з 1929 року, всесоюзних з — 1947 року.